# Coroma
Coroma o Corama es una localidad de Bolivia, ubicada en el municipio de Uyuni de la provincia de Quijarro en el departamento de Potosí. Se sitúa en el norte del salar de Uyuni y cuenta con más de 2000 habitantes, distribuidos en 39 comunidades y 11 ayllus. Sus moradores son herederos de una tradición que se remonta a la época prehispánica. Se habla el quechua y el aymara. La principal actividad es la crianza de camélidos y ovinos, y el cultivo de la quinua y la papa.
Al norte colinda con el departamento de Oruro, al sur con la ciudad de Uyuni, al este con el municipio de Tahua y al oeste con el municipio de Tomave. Se encuentra a 3823 m s. n. m.
Actualmente existe un conflicto entre los departamentos de Potosí y Oruro a respecto de la pertenencia de esta localidad, que ha llegado a provocar víctimas de ambos lados.
Los moradores de la zona se consideran a sí mismos descendientes de los Qurumas, y demandan de ser reconocidos como una nación con sus parcialidades Sevaruyo - Aracapi, y demandan el respeto de su tierra y territorio, y su tradición de acuerdo a la Nueva Constitución Política del Estado Plurinacional y la Declaracición de las Naciones Unidas sobre los derechos de los Pueblos Indígenas.

## Tradiciones locales
Entre las características más típicas de los pobladores de Coroma, es que mantienen la tradición del culto a los antepasados, que se manifiesta en la veneración de los Q'ipis, bultos de tejidos antiguos (magnos) que fueron las vestimentas que usaban los chullpas (fundadores de los ayllus).
La mayoría de los ayllus de Coroma tienen sus q'ipis. En las fechas importantes para la comunidad, fiestas principales, cambio de autoridades, decisiones importantes, la autoridad original suele abrir los q'ipis, exponiendo las antiguas vestimentas, simbolizando que los ancestros están presentes, orientando las decisiones.

## El caso de los textiles de Coroma
Estos tejidos sagrados fueron objeto de tráfico ilícito en el decenio de 1980, en particular hacia América del Norte. Ricos coleccionistas y vendedores de arte exportaron docenas de textiles, en desprecio tanto de su contenido sagrado para los aymaras como de la ley boliviana que lo prohíbe.
Con el apoyo de Cristina Bubba, una boliviana de Sucre escribiendo una tesis sobre estos textiles, la comunidad de Coroma logró a recoger una gran parte de los magnos adquiridos ilegalmente: el estadounidense Steven Berger devolvió 43 de las 56 que tenía en 1990 para evitar ser condenado; el canadiense Roger Yorke fue condenado y sus tejidos embargados en 1996.
Este caso ayudó a crear conciencia sobre el tráfico de arte, especialmente el arte de naturaleza sagrada. En marzo de 1989, los Estados Unidos impusieron un embargo a las importaciones de textiles de Coroma.